# Beinn a' Chaorainn (Aberdeenshire)
Beinn a' Chaorainn är ett berg i Storbritannien.   Det ligger i kommunen Aberdeenshire och riksdelen Skottland, i den norra delen av landet, 700 km norr om huvudstaden London. Toppen på Beinn a' Chaorainn är 1 083 meter över havet, eller 340 meter över den omgivande terrängen. Bredden vid basen är 6,1 km.
Terrängen runt Beinn a' Chaorainn är huvudsakligen kuperad. Beinn a' Chaorainn ligger uppe på en höjd som går i öst-västlig riktning.Runt Beinn a' Chaorainn är det mycket glesbefolkat, med 2 invånare per kvadratkilometer. Närmaste större samhälle är Aviemore, 18,8 km nordväst om Beinn a' Chaorainn. Trakten runt Beinn a' Chaorainn består i huvudsak av gräsmarker.